# Jozef Pantocsek

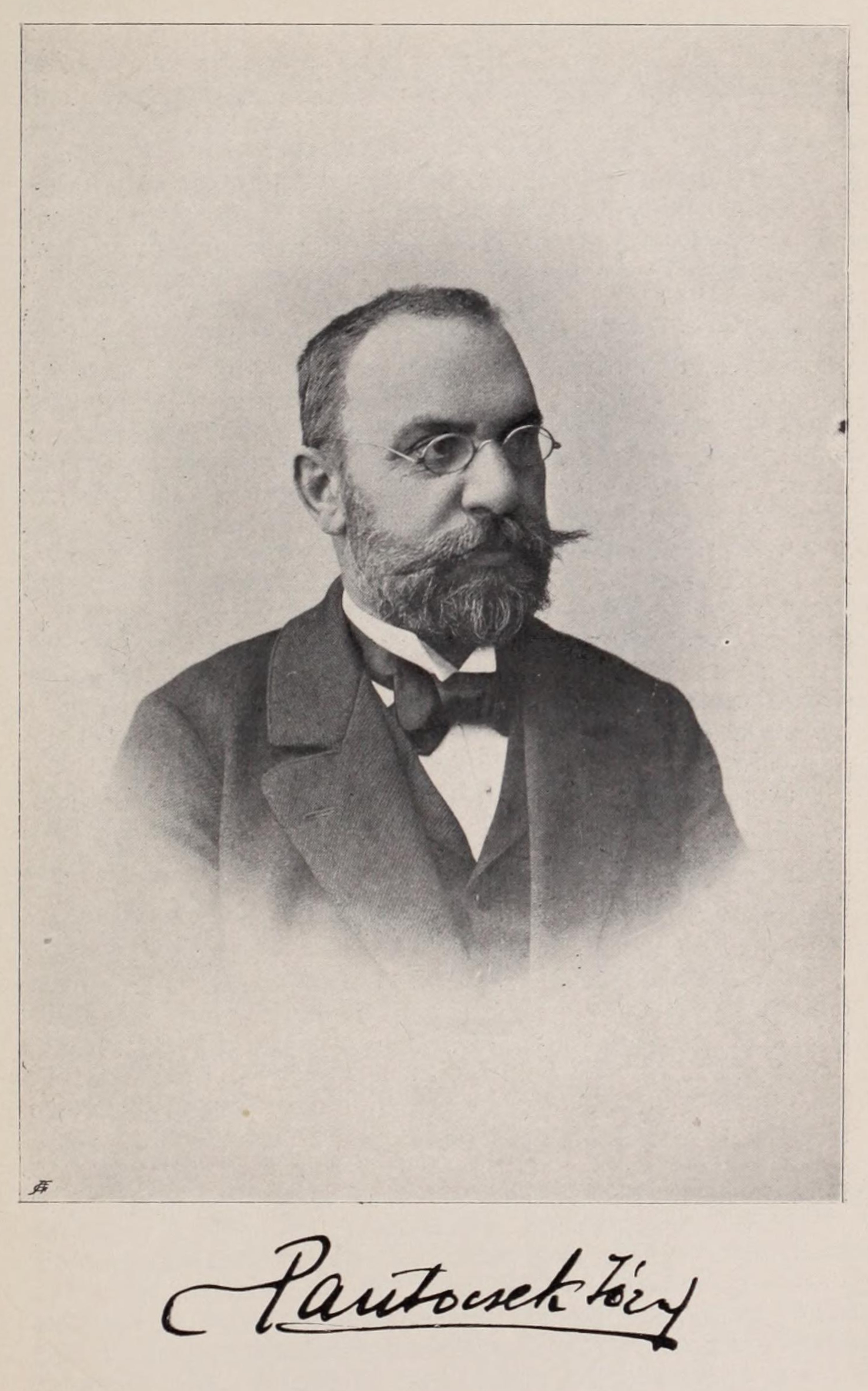
Darstellung von Jozef Pantocsek

Jozef Pantocsek, auch Josef (* 15. Oktober 1846 in Tyrnau; † 4. September 1916 in Tavarnok) war ein slowakischer, österreich-ungarischer Mediziner, Mikropaläontologe und Botaniker.
Sein botanisches Autorenkürzel lautet „Pant.“

## Leben
Jozef Pantocsek, der Sohn des Apothekers Jozef Pantocsek (1799–1872), lebte die ersten fünf Jahre in Tyrnau, bis seine Eltern nach Tavarnok zogen, wo die Mutter ein Gut kaufte. Die Mittelschule besuchte er in Nitra, Kalksburg in Wien und Esztergom. Er studierte in Göttingen in den Jahren 1869/1870 und in Wien 1870 bis 1873 Medizin. Sein Onkel war der ungarische Chemiker Leo Valent Pantocsek. Er promovierte im Jahr 1877 zum Dr. med. In Tavarnok arbeitete er als praktischer Arzt. Im königlichen Staatskrankenhaus Preßburg war er als Chefarzt von 1896 bis 1914 tätig. Während dieser Zeit ließ er die psychiatrische und chirurgische Abteilung ausbauen. Auch ein Infektionspavillon wurde errichtet.
Ab 1866 befasste er sich aber vermehrt mit seinem Jugendinteresse, mit der Botanik, und unternahm Reisen nach Montenegro und der Herzegowina und in die Karpaten. Über seine Sammlungen publizierte er zahlreiche Arbeiten auf dem Gebiet der Systematik und Floristik. Noch heute sind seine Forschungen über die Pflanzen in Montenegro von großer Bedeutung.
In späteren Jahren studierte er mehr die fossilen und rezenten Diatomeen (Kieselalgen). Sein Hauptwerk waren die „Beiträge zur Kenntnis der fossilen Bacillarien Ungarns“. Sie wurden nicht nur positiv bewertet, haben aber noch immer als bahnbrechende Untersuchung Bedeutung. Pantocsek war auch der Erste, der sich in Ungarn mit Mikrofotografie beschäftigte. Diese Fotos wurden auf der Ungarischen Landesausstellung 1885 gezeigt und auf der ersten ungarischen Photoamateurausstellung im Jahr 1890 mit der Goldmedaille ausgezeichnet.
Er starb am 4. September 1916 auf seinem Gut in Tavarnok an Typhus. Begraben liegt er ebenfalls in Tavarnok.

## Ehrungen
Nach ihm benannt ist die Pflanzengattung Pantocsekia Griseb. ex Pant. aus der Familie der Windengewächse (Convolvulaceae).

## Schriften (Auswahl)
- Beiträge zur Flora und Fauna der Hercegovina, Crnagora und Dalmatiens. In: Verhandlungen des Vereins für Natur- und Heilkunde zu Presburg. Neue Folge, Heft 2, 1871/1872 (1874), ZDB-ID 520403-3, S. 1–144 (biodiversitylibrary.org).
- Beiträge zur Kenntnis der fossilen Bacillarien Ungarns. 3 Bände. Platzko, Topoľčany 1886–1892 (2. verbesserte Ausgabe. Junk, Berlin 1903–1905).
- Ueber Indicatoren. In: Zeitschrift für wissenschaftliche Mikroskopie und mikroskopische Technik. Band 5, 1888, S. 39–42 (biodiversitylibrary.org).
- Die Bacillarien als Gesteinsbildner und Altersbestimmer. In: Verhandlungen der Gesellschaft Deutscher Naturforscher und Ärzte. Versammlung 66, 1894, Theil 2, Hälfte 1, ISSN 0172-0651, S. 192–197 (archive.org).
- Nyitravármegye flórája (Flora comitatus Nitriensis). In: Nyitravármegye. (= Magyarország vármegyéi és városai.). „Apollo“ Irodalmi Társaság, Budapest 1898, S. 353–365 (archive.org).
- Resultate der Wissenschaftlichen Erforschung des Balatonsees. Zweiter Band. Die Biologie des Balatonsees. Zweiter Theil Die Flora. I. Section. Anhang. Die Bacillarien des Balatonsees. 1902, S. 1–112 (zobodat.at [PDF]).
- A Fertő tó Kovamoszat viránya. (Bacillariae lacus Peisonis). Wigand, Bratislava 1912.
- Zahlreiche Abhandlungen in Fachzeitschriften, u. a. in Österreichische botanische Zeitschrift, 1868–1883, A Pozsonyi Természettudományi és Orvosi Egylet közleményei, 1873–1875.